# Истрати, Панаит
Панаит Истрати (рум. Panaït Istrati; 10 августа 1884, Браилов — 18 апреля 1935, Бухарест) — румынский писатель, писавший на французском языке.

## Биография
Сын румынской прачки и греческого контрабандиста родом с острова Кефалония. Настоящее имя Панайис Валсамис (греч. Παναγης Βαλσαμης), но писатель избрал себе фамилию Истрати от греческого Истрос (Ιστρος) — так назывался в древности Дунай. Отучился пять классов, в 12 лет ушел из дома, скитался, зарабатывал на жизнь разными ремеслами. В 1916 покинул Румынию. В 1921 в Ницце попытался покончить с собой, оставив письмо Ромену Роллану, его спасли, о письме сообщили адресату, между ними завязалась переписка (она продолжалась до самой смерти Истрати и позднее была издана). Роллан посоветовал Истрати описать свою жизнь, так появилась повесть «Кира Киралина».
В 1927 году Истрати посетил СССР на десятилетнюю годовщину Октябрьской революции, был в Москве и Киеве. Вначале его сопровождал Христиан Раковский, затем — Никос Казандзакис и Виктор Серж, с которыми он будет впредь поддерживать тесные отношения. В 1928 году побывал там ещё раз, объехал Батуми, Баку, Нижний Новгород и др. Побывал и у своей давней знакомой Екатерины Арборе-Ралли в Молдавской АССР.
В 1929 году он, за несколько лет до аналогичных произведений Андре Жида и Артура Кестлера, выпустил книгу очерков о советской бюрократии и её повседневном произволе «К другому огню: Исповедь проигравшего», которую СССР и его симпатизанты в Европе — Анри Барбюс и др. — расценили как предательство со стороны разделявшего левые взгляды Истрати (книга была написана в соавторстве с Борисом Сувариным и Виктором Сержем, что не было указано в её издании). По инициативе советских властей началась широкая, массированная кампания по дискредитации Истрати, его обвиняли в «троцкизме», «мещанстве» и «фашизме», в таком духе была написана статья о нём в советской «Литературной энциклопедии».
Писатель оказался в глубокой изоляции. У него обострился застарелый туберкулез, который он пытался лечить в Ницце и от которого умер, вернувшись на родину. Перед смертью на родине он находился под плотным наблюдением Сигуранцы и начал писать для «Cruciada Românismului» — органа левого откола от ультраправой «Железной гвардии».
Похоронен в Бухаресте на кладбище Беллу.

## Творчество
Проза Истрати, которая во многом опирается на стихию устных рассказов и за которую его прозвали «балканским Горьким», — повествования о пережитом в Румынии и в скитаниях по Европе, написанные от имени вымышленного героя Адриана Зограффи.

## Произведения

### Романы и повести
- Кира Киралина / Chira Chiralina (1924, трижды роман был экранизирован — Борисом Глаголиным, 1927, СССР; Дьюлой Мааром, 1993, Турция, Венгрия, Франция и Даном Пицей, 2014, Румыния)
- Moș Anghel (1924)
- Codin (1925)
- Prezentarea haiducilor (1925)
- Domnița de Snagov (1926)
- Mihail (1927)
- Ciulinii Bărăganului (1928)
- Casa Thüringer (1933)
- Biroul de plasare (1933)
- Răsarit de soare (1934)
- Советский Союз без маски (1927—1929 гг.) — Чита : Читинская Гор. тип., 2018. — 169, [2] с. ISBN 978-5-906307-32-3
- Исповедь для побежденных : После шестнадцати месяцев в СССР. — СПб. : Нестор-История, 2023. — 304 с. — (К другому пламени : трилогия. Т. 1).

## Признание
Проза Истрати была на протяжении нескольких лет чрезвычайно популярна в Европе и в СССР: его романом «Михаил» открылся в 1928 новый советский журнал «Вестник интернациональной литературы» (писатель посетил его редакцию), повесть «Кира Киралина» экранизировал Борис Глаголин («Дважды проданная», 1927) и т. п. Затем Истрати на десятилетия выпал из круга читательского внимания, и лишь начиная с 1960-х годов его книги постепенно вернулись к читателям во всём мире. Стали вновь появляться экранизации: в 1993 «Киру Киралину» экранизировал венгерский кинорежиссёр Дьюла Маар.

## Сводные издания
- Opere: povestiri, romane. București: Editura Academiei Române, 2003